# شیلو، شهرستان مونتگومری، اوهایو
شیلو (به انگلیسی: Shiloh) یک منطقهٔ مسکونی در ایالات متحده آمریکا است که در شهرستان مونتگومری، اوهایو واقع شده‌است. شیلو ۱۰٫۱ کیلومتر مربع مساحت و ۱۱٬۲۷۲ نفر جمعیت دارد و ۲۴۸ متر بالاتر از سطح دریا واقع شده‌است.